# Félix Luna
Félix Luna (Buenos Aires, 30 de septiembre de 1925 - Buenos Aires, 5 de noviembre de 2009) fue un reconocido historiador, escritor, artista, músico, poeta, abogado e intelectual periodista argentino. Fue el fundador y director de la revista Todo es Historia, y es considerado uno de los historiadores argentinos más importantes del siglo XX.
Escribió cientos de libros sobre historia argentina que tuvieron amplia difusión, como Yrigoyen, El 45, Los Caudillos y Breve historia de los argentinos. También hizo obras de ficción y poemas, como el premiado cuento "La fusilación" del libro La última montonera, del cual se realizó una película.
Junto a Ariel Ramírez compuso la poesía de obras musicales, como los álbumes Navidad nuestra (1964), Los caudillos de 1966, Mujeres argentinas de 1969, donde se destacan sus canciones "Alfonsina y el mar", "Juana Azurduy" y "Cantata sudamericana" de 1971.
Desempeñó algunos cargos públicos, tales como Secretario de Cultura de la Municipalidad de la Ciudad de Buenos Aires (1986-1989).
Falleció en Buenos Aires el 5 de noviembre de 2009.

## Biografía
Félix Luna nació en Buenos Aires, y su familia es de origen riojano. El propio Félix Luna relata en su libro Breve historia de los argentinos que pudo rastrear su origen, resultando ser descendiente de Tomás Valdez, un soldado realista capturado por Manuel Belgrano en la batalla de Tucumán que fue enviado a La Rioja, y que finalmente decidió afincarse allí, donde falleció varios años más tarde. Su abuelo fue el fundador de la Unión Cívica Radical de La Rioja y su tío, Pelagio Luna, fue vicepresidente de la Nación acompañando a Hipólito Yrigoyen en su primera presidencia.
Félix Luna estudio en el  Colegio del Salvador y se recibió de abogado en 1951 en la Universidad de Buenos Aires.
Durante 1951, repartiendo unos volantes en solidaridad con la huelga ferroviaria, sufrió torturas con picana eléctrica en una comisaría durante el primer gobierno de Juan Domingo Perón.
Entre 1956 y 1958 fue director de la Obra Social del Ministerio de Trabajo de la Nación.
Luna fue un activo militante de la Unión Cívica Radical Intransigente. Durante 1957 junto a Ariel Ramírez armaron un conjunto musical que recorría los comités frondizistas interpretando canciones que, a su juicio eran "groseramente proselitistas", tales como chamamés, zambas y milongas. Luna cuenta que el día de las elecciones constituyentes estaban en el Comité Nacional escuchando los resultados poco alentadores, cuando se anunció la cifra de Corrientes en donde ganó el frondizismo, y para levantar el ánimo del principal mandatario del partido dijo:

- ¿Ve, doctor? Ese es el resultado de mi chamamé...

-¿Sí? Entonces ¿por qué para las presidenciales no se manda... un tanguito?

Entre 1964-1973 fue editorialista en el diario Clarín, colaborando también en diarios y revistas de Capital y el interior del país. Luna imaginó la posibilidad de crear una revista de divulgación histórica en 1959, inspirado por la revista francesa Miroir de l'Histoire, aparecida en 1957. Pero no fue hasta 1966 que el proyecto comenzó a tomar cuerpo. El motivo inmediato fue la instalación ese año de una dictadura militar autodenominada Revolución Argentina, que luego de derrocar al presidente radical Arturo Illia, disolvió los partidos políticos. Luna entonces concibió la idea como un sucedáneo de la acción política prohibida por la dictadura.

El gobierno había prohibido la actividad política. Aunque esta medida fuera de relativa eficacia, era evidente que durante un tiempo mucha gente no tendría cauces para sus preocupaciones políticas. ¿Que era, entonces, lo más aproximado a la política? La historia.
Félix Luna.

En 1989 editó el libro Soy Roca, una suerte de novela en primera persona desde la óptica de Julio Argentino Roca, que se transformó en un gran éxito de ventas, posiblemente porque existía escasa bibliografía sobre el expresidente. Se reeditó veinte veces vendiendo 80.000 ejemplares.
En 2009 integró el Grupo Aurora, una reunión de intelectuales críticos del kirchnerismo, integrada por el exvicepresidente Víctor Martínez, entre otros.
Cuando Luna escribió en 2009 Breve historia de la sociedad argentina, su último ensayo, fue invitado a realizar el prólogo de uno de los títulos de la colección Claves del Bicentenario. Luna no dudó y dijo "yo hago el desarrollismo", la presidencia de Arturo Frondizi era uno de sus temas predilectos y lo conocía en profundidad. Pero su delicado estado de salud casi pareció truncar la finalización del texto. No obstante, pudo concluir el prólogo de buena calidad de la colección de Ricardo de Titto. Falleció en la mañana del jueves 5 de noviembre de 2009, a los 84 años.
Estuvo casado con Felisa de la Fuente, miembro de una prominente familia riojana de proyección nacional, que era media hermana (por parte del mismo padre) del exgobernador riojano y exsenador nacional Héctor Maria De la Fuente, y tía del cardiólogo intervencionista de prestigio internacional Luis De la Fuente quien operó varias veces al historiador.

## Académicas
Desempeñó cargos públicos y académicos de relevancia. Entre 1963 y 1976, ejerció la docencia como profesor de "Historia de las Instituciones" en la Facultad de Derecho de la UBA. Dictó "Historia Contemporánea" en la Facultad de Humanidades de la Universidad de Belgrano (1967-1986) e "Historia Argentina" en la Facultad de Ciencias Políticas de la Universidad del Salvador (1977). 
Fue Secretario de Cultura de la Municipalidad de la Ciudad de Buenos Aires entre 1986 y 1989 y miembro titular de la Academia Nacional de la Historia de la República Argentina.

## Periodismo
Condujo programas radiales y televisivos relacionados con la difusión de la historia.
Fue fundador y director de la importante revista Todo es Historia desde el inicio de su publicación (nunca interrumpida) desde 1967 hasta su muerte, y que ha influido en la construcción de la historiografía argentina. A través de esa revista tuvo especial difusión la corriente revisionista.
En una "extraña pero merecida paradoja", el número 400 de la revista tuvo en la tapa al propio Félix Luna. Ya se había convertido en parte de la historia.

## Artista
Como artista se destacó componiendo la letra de obras musicales con Ariel Ramírez, como "Navidad Nuestra" y "La peregrinación" de (1964), "Los caudillos" (1966), "Mujeres Argentinas" (1969), "Alfonsina y el mar", "Juana Azurduy", "Cantata sudamericana" (1972) "París, la libertad" (1977), "Antiguo dueño de las flechas (indio toba)" (1972), y fue autor de la "Zamba de Usted"
Hizo el argumento para la película Argentinísima (1972) que codirigieron Fernando Ayala y Héctor Olivera

## Publicaciones
De Historia
- Yrigoyen (1954) ISBN 950-07-2652-1
- Alvear (1958) ISBN 950-07-7002-4
- El 45 (1968) ISBN 950-07-1213-X
- De comicios y entreveros (1977)
- Ortiz (1978) ISBN 950-07-0044-1
- Perón y su tiempo tres volúmenes ISBN 950-07-1797-2

1. La Argentina era una fiesta 1946 – 1949 (1984)
2. La comunidad organizada 1950 – 1952 (1985)
3. El régimen exhausto 1953 – 1955 (1986)

- Historia integral de la argentina (1994-1998) ISBN 950-742-573-X (Obra completa de diez volúmenes)
- Club del Progreso: 1852 – 2002 (2002) con María Sáenz Quesada y Lucia Gálvez ISBN 950-9603-44-9
- 1925: Historias de un año sin historia (2005) ISBN 950-07-2662-9

De ensayo histórico
- Diálogos con Frondizi (1962) ISBN 950-49-0063-1
- Argentina de Perón a Lanusse (1973) ISBN 950-49-0627-3
- Conversaciones con José Luis Romero (1977) ISBN 950-07-0338-6
- Conflictos y armonías en la Historia Argentina (1980) ISBN 950-9216-04-6
- Golpes militares y salidas electorales (1980) ISBN 950-07-0151-0
- Buenos Aires y el país (1982) ISBN 987-20506-1-9
- Fuerzas hegemónicas y partidos políticos (1988) ISBN 950-07-0514-1
- Confluencias (1991) ISBN 987-20506-3-5
- Fracturas y continuidades en la Historia argentina (1992) ISBN 987-20506-2-7
- Breve historia de los argentinos (1993) ISBN 950-742-811-9
- Diálogos con la Historia y la Política (1996) Con Natalio Botana ISBN 950-07-1078-1
- Sarmiento y sus fantasmas (1997) ISBN 950-08-1817-5
- Segunda fila (1999) ISBN 950-49-0250-2
- Palabra de historiador con Analía Roffo (1999) ISBN 950-07-1686-0

De ficción
- La última montonera también denominado La fusilación (1955, re-ed. 1969) existe una filmación del año 1963
- La noche de la Alianza (1963) ISBN 987-95909-6-1
- Soy Roca (1989) ISBN 950-07-2628-9
- Martín Aldama: un soldado de la independencia (2001) ISBN 950-49-0793-8
- La vuelta de Martín Aldama (2003) ISBN 950-49-1066-1

Canciones y poesía

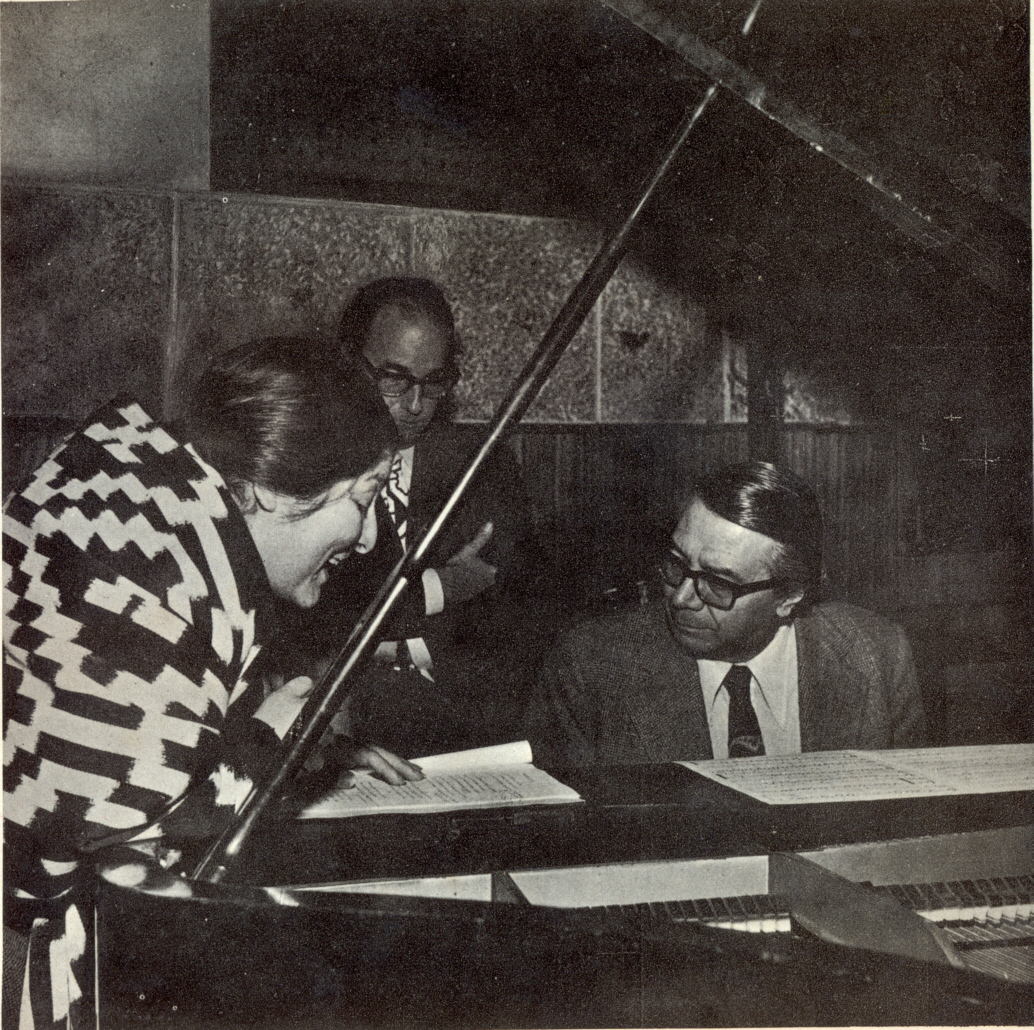
1972: Mercedes Sosa junto a Félix Luna (de pie) y Ariel Ramírez (al piano).

- "Atahualpa Yupanqui" ISBN 84-334-0218-8
- "Los caudillos" (1966) ISBN 950-742-193-9
- "La misa criolla" (1963)
- "Mujeres argentinas" (1968)
- "Cantata sudamericana" (1971)
- "Alfonsina y el mar" (1971)

Dirección de obras
- Colección Historia de la Argentina, Crónica/Hyspamerica, 1992.
- Colección Memorial de la Patria, de editorial Astrea.
- Colección Conflictos y Armonías en la Historia Argentina, de editorial de Belgrano.
- Colección Nuestro Siglo de editorial Hyspamérica.
- Colección Mujeres Argentinas, de Editorial Planeta.
- Colección Grandes Protagonistas de la Historia Argentina (1999-2000).

Prólogos de libros
- Savio, acero para la industria, María Ghirlanda, 1999.
- El pensamiento del desarrollismo, El Ateneo, 2010.

## Premios

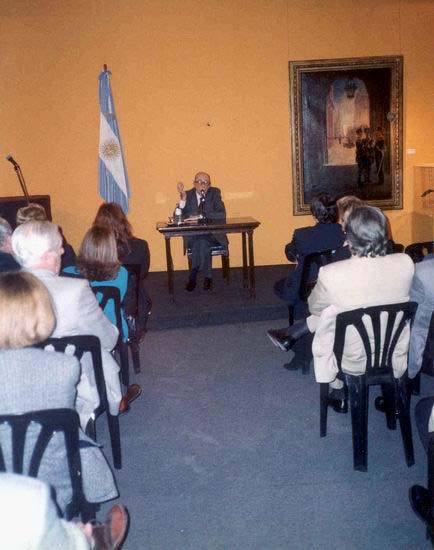
Félix Luna dando una conferencia en la Casa Rosada.

En 1957 recibió su primer premio, otorgado por la Dirección de Cultura de la Nación, al mejor cuento costumbrista por La fusilación. 
Recibió distinciones de los gobiernos de Francia, Perú y Brasil. 
Recibió el Premio Konex de Platino en 1994 en la disciplina Biografía y Memorias y el Konex - Diploma al Mérito en 1984 y 1985. 
Fue nombrado ciudadano ilustre de la Ciudad Autónoma de Buenos Aires en 1996.
Distinciones
- Comendador de la orden del Mérito de Francia (1988)
- Orden del Sol de Perú (1990)
- Orden de Cruzeiro do Sul de la Embajada de Brasil (1998)
- Ciudadano Ilustre de la Ciudad de Buenos Aires (1996)
- Orden de Bernardo O`Higgins, Chile (2000)
- Doctor honoris causa (Universidad de Belgrano; 2003)

Premios
- Primer Premio de la Dirección de Cultura de la Nación por el mejor cuento costumbrista La fusilación (1957)
- Premio del Instituto de la Opinión Pública por El 45 (1968)
- Segundo Premio de la Municipalidad de Buenos Aires por Los Caudillos (1970)
- Premio Provincias Unidas de la Universidad Nacional de Córdoba (1983)
- Medalla de Plata de la revista Esquiú por la difusión de temas históricos (1984)
- Premio Kónex de Historia y Folklore (1985)
- Premio Consagración Nacional correspondiente a 1990 otorgado por la Secretaría de Cultura de la Nación (1992)
- Premio de la Asociación de Distribuidores de Diarios y revistas, rubro Letras (1994)
- Premio Kónex por el rubro Biografías Históricas (1994)